# Alberto Albístegui
Alberto Albístegui Zamacola (Éibar, Guipúzcoa, España; 24 de septiembre de 1964) es un exfutbolista y político español. Jugaba habitualmente como defensa central, pero también podía hacerlo como mediocentrodefensivo o como lateral en ambas bandas. Posteriormente ha representado al PSE-EE en varios cargos políticos.

## Trayectoria
Nacido en 1964 en Éibar, Alberto Albístegui es hijo de Alberto Albístegui Arizmendiarrieta, que fue jugador de la SD Eibar, Real Sociedad de Fútbol y Club Atlético Osasuna. Es hermano de Germán Albístegui, que fue candidato a la presidencia de la SD Eibar en las elecciones de 2017 y tío de Alex Albistegi, futbolista entre otros de la Real Sociedad de Fútbol "B" o Real Unión de Irún.
Albístegui fue formado en la cantera de la Real Sociedad de Fútbol, llegando al filial txuri-urdin en la temporada 1982-1983. Tuvo la oportunidad de debutar en 1.ª División con el primer equipo en la derrota (0:1) frente al C.D. Málaga el 9 de septiembre de 1984, cuando una huelga de futbolistas, convocada por la AFE obligó a los equipos de Primera a alinear a jugadores no profesionales en la segunda jornada de la temporada.
En verano de 1986 abandonó la Real Sociedad de Fútbol ante la imposibilidad de tener sitio en la primera plantilla y fichó por el Sestao Sport C. (2.ª). En Las Llanas jugó durante las dos siguientes temporadas siendo un habitual del once titular para Javier Irureta.
En la temporada 1988-1989 fue fichado por el recién descendido R. C. D. Mallorca (2.ª), con el que consiguió su primer ascenso a 1.ª División al vencer en la promoción al R.C.D. Español. Albisteguí siguió una temporada más aunque no contó mucho en los planes del técnico Lorenzo Serra Ferrer.
Abandonó la isla para fichar por el R.C. Deportivo de La Coruña (2.ª) que buscaba el ascenso a 1.ª División tras casi 20 años de ausencia. En su primera temporada consiguió el ansiado ascenso al vencer en la última jornada 2:0 al rival directo del Real Murcia C.F., mientras que en la siguiente temporada obtuvo la permanencia en la promoción al vencer al R. Betis B.. Su última temporada (1992-1993) fue la temporada del nacimiento del Super-Depor, cuyo once titular aquella temporada fue: Liaño, Albistegui, Nando, Ribera, Djukic, Mauro Silva, López Rekarte, Adolfo Aldana, Fran, Claudio Barragán y Bebeto.
Tras destacar la anterior temporada, Albístegui pudo regresar para la temporada 1993-1994 a la Real Sociedad de Fútbol (1.ª). Su llegada coincidió con la mudanza del equipo Txuri-urdin al estadio de Anoeta, abandonando el antiguo estadio de Atocha donde debutó en 1984. El jugador eibarrés fue un habitual en los equipos titulares hasta la llegada en la temporada 1997-1998 del técnico alemán Bernd Krauss que no contaba con el jugador.
Por ello, en el mercado invernal de la temporada 1997-1998 fichó por el Deportivo Alavés (2.ª) consiguiendo esa misma temporada su tercer ascenso a 1.ª División al vencer 3:0 en Mendizorroza al Rayo Vallecano de Madrid. La siguiente temporada fue la última en activo, jugando su último partido en la victoria 2-1 sobre la Real Sociedad de Fútbol que significó la salvación del conjunto babazorro.

## Clubes
| Club                        | País   | Año       |
| --------------------------- | ------ | --------- |
| Real Sociedad de Fútbol "B" | España | 1982-1986 |
| Sestao Sport C.             | España | 1986-1988 |
| R. C. D. Mallorca           | España | 1988-1990 |
| R.C. Deportivo de La Coruña | España | 1990-1993 |
| Real Sociedad de Fútbol     | España | 1993-1997 |
| Deportivo Alavés            | España | 1997-1999 |

## Trayectoria política
Tras abandonar la práctica del fútbol, Albisteguí se dedicó diversos negocios en su localidad natal y formó parte de la plancha electoral del PSE-EE al ayuntamiento de Éibar en la elecciones municipales de 2015. Salió elegido concejal y ha ejercido cargos de responsabilidad en el gobierno municipal durante la legislatura 2015-19. En 2019 obtiene un escaño en las Juntas Generales de Guipúzcoa. En junio de 2024, tras la elección de Susana García Txueka como consejera de Transportes y Movilidad Sostenible del Gobierno vasco, es nombrado portavoz del PSE-EE en las Juntas Generales de Guipúzcoa